# Christian Georges Diguimbaye
 (mai 2024).
Christian Georges Diguimbaye, né le 3 juillet 1963, est un banquier et homme politique tchadien et ancien ministre des Finances.

## Carrière
Diguimbaye était auparavant responsable de l'Union africaine à Addis-Abeba. Il est ministre des Finances de 2011 à 2013. Il est de nouveau nommé ministre des Finances par le président Idriss Déby le 6 février 2017, à la suite du limogeage de Mbogo Ngabo Selil en janvier,.